# Corral de Piedras de Arriba
Corral de Piedras de Arriba es una localidad del estado mexicano de Guanajuato. Es parte del municipio de San Miguel de Allende.

## Demografía
| Gráfica de evolución demográfica |
|                                  |

| Censo | Población |
| ----- | --------- |
| 1900  | 131       |
| 1910  | 159       |
| 1921  | 75        |
| 1930  | 105       |
| 1940  | 361       |
| 1950  | 335       |
| 1960  | 422       |
| 1970  | 673       |
| 1980  | 436       |
| 1990  | 1 835     |
| 2000  | 1 701     |
| 2010  | 2 037     |
| 2020  | 2 159     |